# (46514) Lasswitz
(46514) Lasswitz ist ein Asteroid des inneren Hauptgürtels, der am 15. Mai 1977 vom deutschen Astronomen Hans-Emil Schuster am La-Silla-Observatorium der Europäischen Südsternwarte in Chile (IAU-Code 809) entdeckt wurde.
Mittlere Sonnenentfernung (große Halbachse), Exzentrizität und Neigung der Bahnebene des Asteroiden entsprechen grob der Phocaea-Familie, einer Gruppe von Asteroiden, die nach (25) Phocaea benannt ist. Charakteristisch für diese Gruppe ist unter anderem die 4:1-Bahnresonanz mit dem Planeten Jupiter. Die Sonnenumlaufbahn von (46514) Lasswitz ist mit mehr als 23° stark gegenüber der Ekliptik des Sonnensystems geneigt, was charakteristisch für Phocaea-Asteroiden ist.
(46514) Lasswitz wurde am 7. April 2005 nach dem deutschen Philosophen und Schriftsteller Kurd Laßwitz benannt. Schon 1976 war ein Marskrater nach Kurd Laßwitz benannt worden: Marskrater Lasswitz.